# Свендсен, Бодиль
Бодиль Маргарете Свендсен (дат. Bodil Margrethe Svendsen; в девичестве Тирстетт (дат. Thirstedt); 4 ноября 1916, Копенгаген) — датская гребчиха-байдарочница, выступала за сборную Дании в конце 1930-х — начале 1950-х годов. Участница летних Олимпийских игр в Хельсинки, чемпионка мира, победительница многих регат национального и международного значения.

## Биография
Бодиль Тирстетт родилась 4 ноября 1916 года в Копенгагене. Активно заниматься греблей начала с раннего детства, проходила подготовку в коммуне Торнбю в местном клубе гребли на байдарках и каноэ «Каструп».
Первого серьёзного успеха на взрослом международном уровне добилась в сезоне 1938 года, когда попала в основной состав датской национальной сборной и побывала на чемпионате мира в шведском Ваксхольме, откуда привезла две награды бронзового достоинства, выигранные на дистанции 600 метров в зачёте одиночных байдарок и в зачёте двухместных байдарок вместе с напарницей Рут Ланге. В связи с разразившейся Второй мировой войной вынуждена была прервать спортивную карьеру.
После окончания войны Свендсен вернулась в основной состав гребной команды Дании и продолжила принимать участие в крупнейших международных регатах. Так, в 1948 году она выступила на чемпионате мира в Лондоне и в паре с новой партнёршей Карен Хофф одержала победу среди байдарок-двоек на пятистах метрах, завоевав тем самым золотую медаль.
Благодаря череде удачных выступлений удостоилась права защищать честь страны на домашних летних Олимпийских играх 1952 года в Хельсинки — стартовала здесь в полукилометровой одиночной дисциплине, на предварительном этапе квалифицировалась со второго места, однако в решающем финальном заезде расположилась лишь на пятой позиции с отставанием от победившей представительницы Финляндии Сильви Саймо более четырёх секунд. Вскоре по окончании этих соревнований приняла решение завершить карьеру профессиональной спортсменки, уступив место в сборной молодым датским гребчихам.
Была замужем за известным датским байдарочником Акселем Свендсеном, выступавшим на Олимпийских играх 1936 года в Берлине.